# Cromosoma 4

Cromátida del cromosoma 4.

El cromosoma 4 es uno de los veintitrés pares de cromosomas del cariotipo humano. La población posee, en condiciones normales, dos copias de este cromosoma, uno heredado de la madre y uno del padre durante la reproducción sexual. Tiene más de 190 millones de pares de bases de longitud y representa entre el 6-6,5% del total del ADN en una célula humana.

## Genes
La identificación de genes en cada cromosoma se realiza mediante la anotación estructural y funcional del ADN. Debido a la aplicación de diferentes métodos bioinformáticos de predicción de genes, existen variaciones en el número de genes estimados en cada cromosoma.

### Número de genes
| Base de datos | Genes codificantes de proteínas | ADN no codificante | Pseudogenes | Fecha      | Ref.               |
| ------------- | ------------------------------- | ------------------ | ----------- | ---------- | ------------------ |
| CCDS          | 735                             | --                 | --          | 26/10/2022 | [ 2 ]              |
| HGNC          | 741                             | 361                | 677         | 11/04/2025 | [ 5 ]              |
| Ensembl       | 758                             | 1 209              | 756         | 13/05/2024 | [ 6 ]              |
| UniProt       | 770                             | --                 | --          | 05/02/2025 | [ 7 ]              |
| NCBI          | 764                             | 989                | 833         | 23/08/2024 | [ 8 ] [ 9 ] [ 10 ] |

### Brazo corto (p)
- DRD5: Receptor de dopamina D5, brazo «p», banda 15.1–15.3

### Brazo largo (q)
Los siguientes genes se localizan en el cromosoma 4:
- ANK2: ankyrin 2, neuronal
- CXCL1: chemokine (C-X-C motif) ligand 1, scyb1
- CXCL2: chemokine (C-X-C motif) ligand 2, scyb2
- CXCL3: chemokine (C-X-C motif) ligand 3, scyb3
- CXCL4: chemokine (C-X-C motif) ligand 4, Platelet factor-4, PF-4, scyb4
- CXCL5: chemokine (C-X-C motif) ligand 5, scyb5
- CXCL6: chemokine (C-X-C motif) ligand 6, scyb6
- CXCL7: chemokine (C-X-C motif) ligand 7, PPBP, scyb7
- CXCL8: chemokine (C-X-C motif) ligand 8, interleukin 8 (IL-8), scyb8
- CXCL9: chemokine (C-X-C motif) ligand 9, scyb9
- CXCL10: chemokine (C-X-C motif) ligand 10, scyb10
- CXCL11: chemokine (C-X-C motif) ligand 11, scyb11
- CXCL13: chemokine (C-X-C motif) ligand 13, scyb13
- EVC: Ellis van Creveld syndrome
- EVC2: Ellis van Creveld syndrome 2 (limbin)
- FGFR3: fibroblast factor de crecimiento receptor 3 (achondroplasia, thanatoforic dwarfism, bladder cancer)
- FGFRL1: fibroblast factor de crecimiento receptor-like 1
- Complement Factor I: Complement Factor I
- HTT (Huntingtin): huntingtin protein (Huntington's disease)
- MTNR1A: Receptor de melatonina 1A, (4q35.2)
- [[]]: methylmalonic aciduria (deficiencia de cobalamin) cblA type
- PKD2: polycystic kidney disease 2 (autosomal dominante)
- QDPR: quinoid dihydropteridine reductase
- [[]]: synuclein, alpha (no A4 componente de amyloid precursor)
- UCHL1: ubiquitin carboxil-terminal esterase L1 (ubiquitin thiolesterase)
- WFS1: Wolfram síndrome 1 (wolframin)
- FGF2: Fibroblast factor de crecimiento 2 ([fibroblast básico factor de crecimiento]])
- KDR: Kinase inserte receptor de dominio (Vascular endothelial factor de crecimiento receptor 2)

## Enfermedades asociadas
Las siguientes son algunas de las enfermedades relacionadas con genes localizados en el cromosoma 4
- Acondroplasia
- Leucemia linfática crónica
- Síndrome de Ellis-van Creveld
- Fibrodisplasia osificante progresiva
- Hemofilia C
- Enfermedad de Huntington
- Síndrome de Wolfram
- Síndrome hemolítico urémico
- Enfermedad de Parkinson
- Querubismo